# Economía de Nueva Caledonia
La Economía de Nueva Caledonia se basa en tres pilares:
- La extracción de mineral, níquel, magnesio, hierro, cobalto, cromo o manganeso. Surgiendo del manto de la Tierra, estas rocas salieron a la superficie durante un proceso geológico que ocurrió al final del Eoceno, hace 34 millones de años. Sin embargo, mientras cubren únicamente el 1% de la superficie terrestre del mundo, las rocas ultramáficas ocupan 5 600  km 2, o casi un tercio de la superficie de la Grande Terre (Nueva Caledonia), la isla principal.
- Transferencias financieras de la parte continental de Francia (16% del PIB).
- El turismo.

El producto interno bruto del territorio para 2010 se estima en 812.098 millones de franco CFP, es decir, unos 6.805 millones de euros.
Tras varios años de menor crecimiento entre 1998 y 2002, Nueva Caledonia está experimentando un dinamismo económico particularmente fuerte desde 2003, aunque se ha atenuado desde 2008, debido principalmente a las bajas cifras de níquel vinculadas a la crisis asiática e incluso a una ligera recesión aparente entre 2000 y 2001. La última cifra final del PIB fue en 2007, cuando se situó en 778.537 millones de francos CFP o 6.524 millones de euros. Desde entonces, su tasa de crecimiento real ha oscilado generalmente entre el 4 y el 5%, con picos del 4,8% en 2003, el 5,7% en 2006 y el 4,2% en 2007, para luego volver a caer a estimaciones más modestas (0,8% en 2008, 2,3% en 2009), antes de recuperarse posteriormente (3,7% en 2010). Una vez más, este aumento se debe sobre todo al aumento de los precios del níquel en los mercados internacionales, de los que la economía de Nueva Caledonia sigue dependiendo en gran medida. Nueva Caledonia se ve muy afectada por las desigualdades sociales; el 10% más rico tiene un nivel de vida ocho veces superior al 10% más pobre.

## Moneda

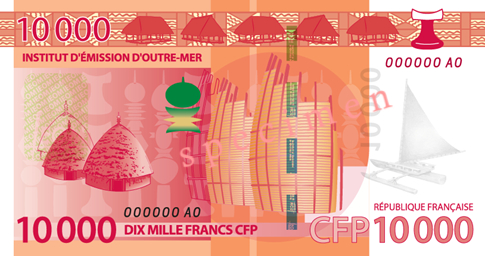
Billete de 10 000 CFP francos.

La moneda local es el franco del Pacífico (CFP) cuya paridad se fija en relación con el euro (1.000 CFP = 8,38  € ). Fue creado en diciembre de 1945, después de los acuerdos de los acuerdos de Bretton Woods.
El Instituto de Emisión de Ultramar (en francés: Institut d'émission d'outre-mer, acrónimo IEOM), una subdivisión local del Banco de Francia y con sede en París, es el instituto emisor. La moneda también se utiliza en los otros dos territorios de ultramar del Pacífico (Polinesia Francesa y Wallis y Futuna). El diseño actual de los billetes, definido por el IEOM, es actualmente común a las tres comunidades desde 1992.
La moneda es uno de los poderes soberanos que no se puede transferir a la comunidad de Nueva Caledonia y permanecerá en el campo de competencia del Estado francés, a menos que el archipiélago vote a favor de su independencia durante los diferentes estados, referendos de autodeterminación esperados al final del período de transición del Acuerdo de Numea (entre 2014 y 2019).
Sin embargo, el acuerdo de Numea define los gráficos de las notas, así como la bandera, el lema, el nombre y el himno de Nueva Caledonia, como un signo de identidad «para buscar juntos y expresar la identidad kanak, y el futuro compartido por todos». En abril de 2007, se formó un comité directivo encargado de reflexionar sobre el tema de los signos de identidad, presidido por la vicepresidenta adjunta independiente del gobierno local Déwé Gorodey e integrado por personalidades de diferentes tendencias políticas, la sociedad civil, el mundo asociativo y religioso. Se presentaron al gobierno y al público varias propuestas de billetes de banco, junto con un himno y un lema, el 26 de junio de 2008.
Tras el «sí» de la Polinesia Francesa a favor de un futuro cambio al euro en 2006, también se inició un debate en Nueva Caledonia para abandonar el franco del pacífico a favor de la moneda europea, una idea ampliamente rechazada por el grupo de la independencia y que permanece hasta hoy únicamente en el estado de hipótesis.

## Industria

### Níquel

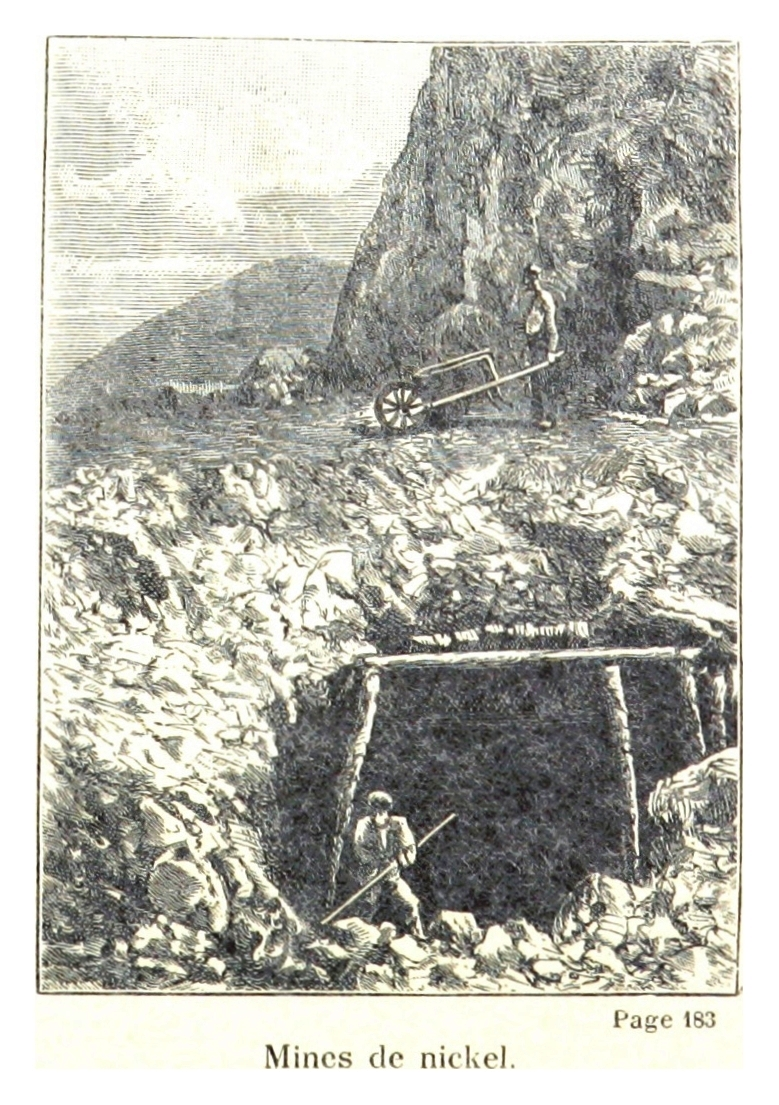
Minas de níquel en Nueva Caledonia, Charles Lemire, Voyage à pied en Nouvelle-Calédonie et description des Nouvelles-Hébrides. Ouvrage orné de deux cartes, etc,,, 1884, British Library HMNTS 10491, p. 166

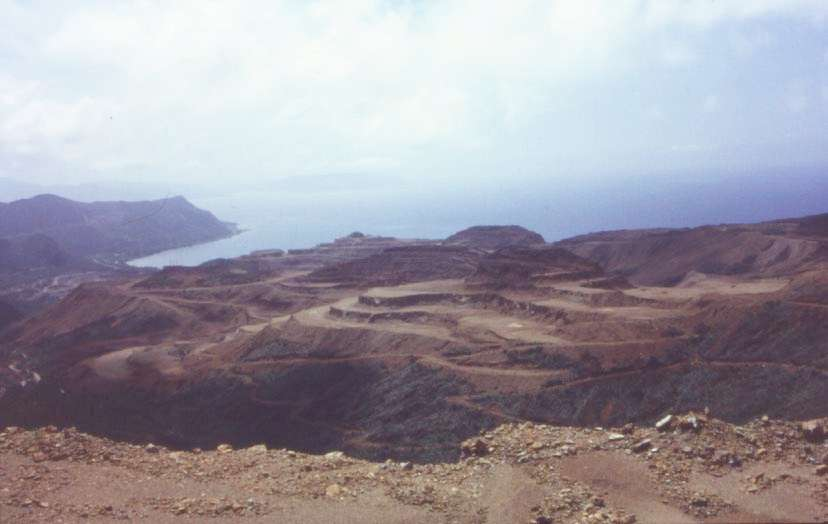
La instalación de terraza de una mina a cielo abierto de níquel en Kouaoua en la costa este de Grande Terre (Nueva Caledonia).

La extracción del níquel, (iniciado por Jules Garnier en el siglo XIX,), cuyos yacimientos de Nueva Caledonia representan entre el 20% y el 40% de las reservas mundiales y el 9% de la producción mundial, se encuentra en pleno desarrollo, especialmente desde el aumento de los precios impulsado por la fuerte demanda china, con un precio récord de 54.200 dólares por tonelada el 16 de mayo de 2007, e incluso si desde entonces, sobre todo tras la crisis financiera del verano de 2008, los precios de los productos básicos, y por lo tanto del níquel, han tendido a bajar —el precio bajó a 8.810 dólares por tonelada el 24 de octubre de 2008 —, mientras que de 1990 a 2004, el sector del níquel representó menos del 10% del PIB local, durante el llamado «boom del níquel», de 1966 a 1976, se situó entre el 25% y el 30%, esta proporción ha aumentado especialmente desde 2006 y se situó en torno al 18% en 2007. Por lo demás, en 2007, la mina empleaba a 2.012 personas y la metalurgia a poco menos de 1.500, el sector del níquel representaba alrededor del 3,5% de la población activa.
Representa el 90% de las exportaciones del territorio, pero su uso intensivo se cuestiona cada vez más debido a su impacto en el medio ambiente. Por lo tanto, todos los nuevos proyectos actualmente en curso tienen importantes componentes ecológicos, mientras que las diversas autoridades institucionales de Nueva Caledonia están invirtiendo cada vez más en el campo del desarrollo sostenible: el Centro Nacional de Investigación Técnica «Níquel y su entorno» (CNRT) se creó en 2007, y existe Diploma de estudios universitarios científicos y téncicos en geociencias aplicadas a las minas, el agua y el medio ambiente en la Universidad de Nueva Caledonia.
Actualmente, la mitad del níquel exportado se hace como mineral en bruto —4,04 millones de toneladas de mineral en bruto exportado en 2007, o 54 567 t de níquel contenido, o el 43,5% de la producción local—. La otra mitad, exportada en forma de productos metalúrgicos, es producida por la fundición Eramet-SLN en Doniambo, Numea, fundada en 1910. La Société le Nickel produce así unas 60.000 toneladas de níquel al año —59.796 t de níquel contenido en 2007— y la planta ha sido objeto de importantes trabajos de modernización en la última década para elevar esta producción a 75.000 t. En 2007, la producción de ferro-níquel fue de 44 173 t y la producción de mata de 13 996 t.
Se espera que la construcción de nuevas plantas metalúrgicas aumente la exportación de productos metalúrgicos y, por tanto, el valor añadido resultante de la explotación de los recursos de níquel. La planta metalúrgica en construcción en el Sur producirá níquel y cobalto —que está asociado con el níquel en los minerales extraídos—. La empresa canadiense Inco está en proceso de adquirir el mercado del níquel de su competidor francés, la empresa francesa Eramet: tras la promesa de construir una enorme planta, las autoridades le otorgaron una concesión durante varias décadas, denominada proyecto Goro Nickel. La construcción del complejo industrial de producción de níquel-cobalto Goro Nickel, conocido como "Southern Factory", después de muchos desarrollos, se completó en 2008. Se puso en servicio en 2009 y se espera que alcance su plena capacidad de producción (prevista en 60.000 t anuales) en 2013.
Sin embargo, el desarrollo de estas actividades se ve obstaculizado, especialmente en la Provincia Sur, por consideraciones ecológicas, defendidas por algunos de los representantes locales canacos —divididos sobre el tema—. De hecho, Nueva Caledonia tiene el segundo arrecife de coral más grande del mundo, clasificado como Patrimonio de la Humanidad por la UNESCO, lo que implica la necesidad de respetar un número significativo de normas ambientales.

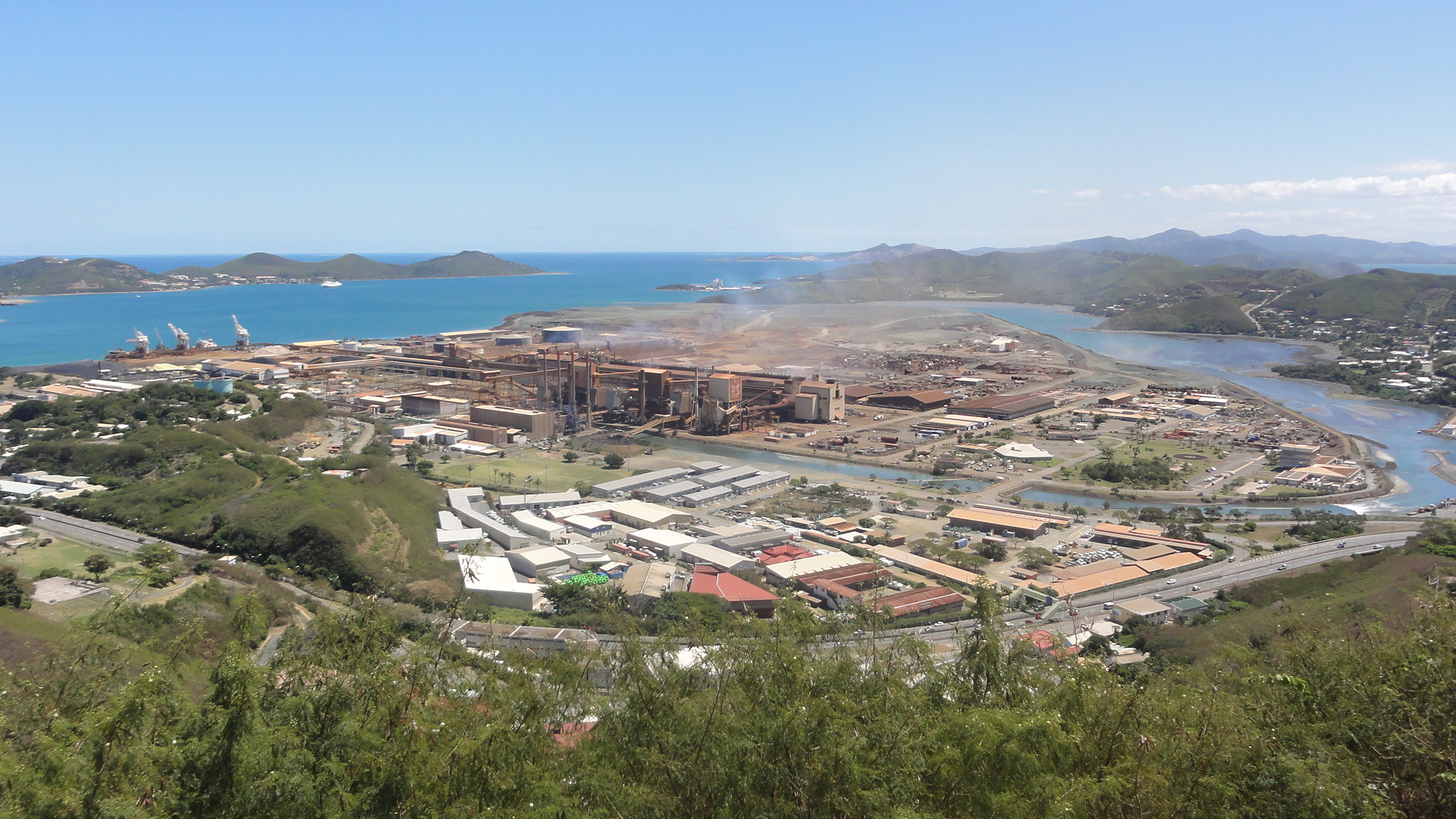
La planta SLN de Doniambo en Numea

Por el contrario, la asamblea de la Provincia Norte, a través de la Compañía Minera del Pacífico Sur (SMSP), de la que es accionista mayoritaria, es la iniciadora de un proyecto de planta metalúrgica en el macizo de Koniambo (Koniambo (mina) (en)), cerca de Koné (que contiene reservas de mineral estimadas en más de 150 millones de toneladas) para producir ferro-níquel (60.000 toneladas anuales a partir de 2013). Esta planta, que ha sido cofinanciada inicialmente con el grupo canadiense Falconbridge desde 1998 y desde su adquisición en 2005 con el grupo anglo-suizo Xstrata, debía estar terminada en 201116 y operará sus primeras fundiciones en 2013. Su objetivo es distribuir mejor las actividades económicas demasiado concentradas en la Provincia Sur, en el marco del reequilibrio previsto por el Acuerdo de Matignon en 1988 y confirmado por el Acuerdo de Numea en 1998, pero también permitir el desarrollo de la zona urbana "Voh - Koné - Pouembout" (VKP), que supuestamente debe compensar la macrocefalia de Numea (en particular, mediante la creación de alrededor de 870 puestos de trabajo directos y de más de 2 500 puestos de trabajo inducidos).
La empresa surcoreana POSCO es ahora el principal comprador de mineral de níquel de Nueva Caledonia para la unidad de Gwangyang. El otro gran país importador es Japón (Nippon Yakin, Sumitomo, Noshin Steel), a través de las empresas locales Maï Kouaoua Mines (MKM), Montagnat, Ballande y SMST. Las otras empresas multinacionales afectadas son Xstrata, Vale S.A., Eramet, BHP Billiton. La exportación (SLN y Ballande) en China,  se está debatiendo de nuevo en 2016 para su ampliación. La planta francesa de Sandouville se está convirtiendo para procesar otro níquel. Por último, los proyectos de Weda Bay (WBN, Indonesia, la isla de Halmahera), y la provincia de Palawan (Filipinas) pueden parecer más prometedores para los inversores a mediados de 2016. Para contrarrestar las restricciones a la exportación de mineral puro de Indonesia, la empresa china Tsingshan Bintang Delapan está abriendo una planta de acero inoxidable en Indonesia en 2016 para procesar arrabio, que se utilizará para procesar mineral indonesio, filipino y posiblemente también de Nueva Caledonia.
Un necesario fondo anticíclico de autonomía del precio del níquel depende de las regalías mineras para los años 2014-2019.

## Otras industrias mineras terrestres

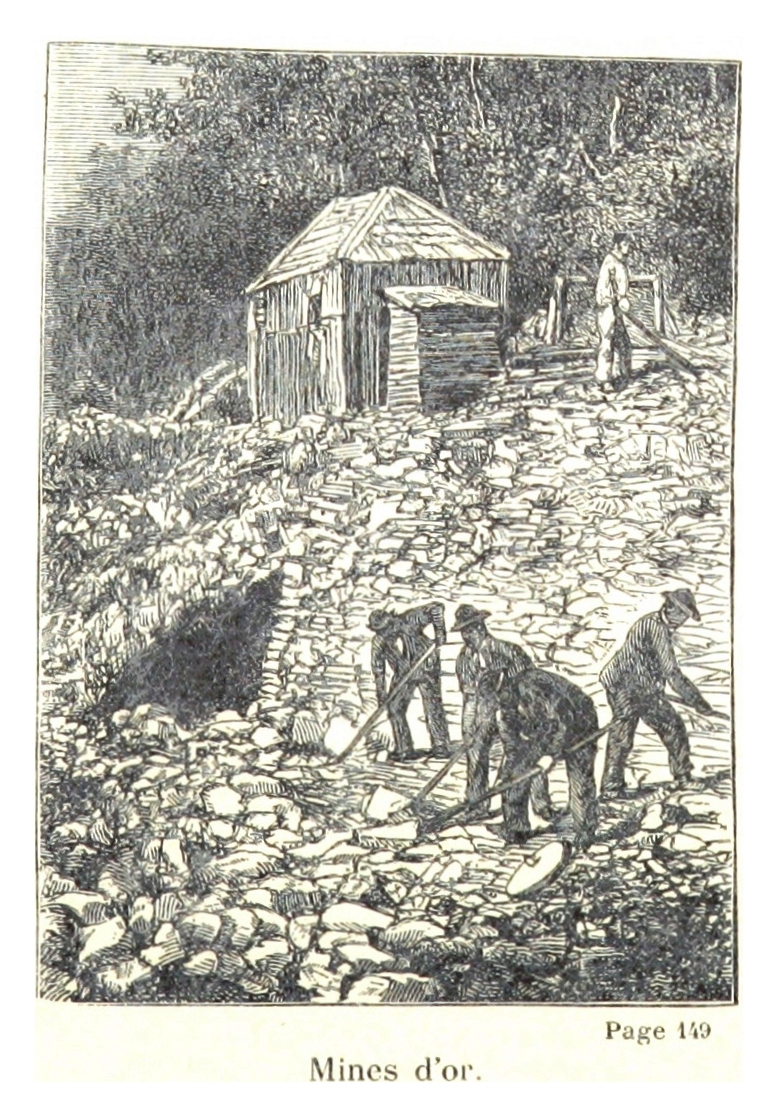
Minas de oro de Galarino (1884)

En el pasado se han explotado otras sustancias, como el cromo en forma de cromita, cobalto, hierro, cobre, plomo, manganeso e incluso oro —que únicamente se explotó en cantidades muy pequeñas en el siglo XIX—.
- antimonio: Nakéty (Canala, 1878),
- carbón (100.000 toneladas extraídas):
  - Dumbea, Nondoué, Ermita de Yahoué, Tonghoué, Koé Karigou, Nondoué, islote Ndé,
  - Moindou (1922-1930), Uarai, New Anzin, Audacious, Loyalty, Bechtel, Levat, Carret, Huiyard.... parte de la cual abastece a la planta de Doniambo con lignito de baja calidad, pero menos caro que el carbón australiano,
  - MontDore, Saint-Louis Treizième, Bully, Boulari...
  - Nouméa, Portes de Fer, Brigitte, Sainte-Cécile...
  - La Foa, Paula...
- cromita, cromo: primer productor mundial de 1895-1904,
  - Tiébaghi (Koumac), desde 1877: Paagoumène, Chagrin, Fantoche, Vielle Mountain, Bellacoscia, explotación en 1902-1963 y 1980-1990, inicialmente al aire libre, exportando principalmente a los Estados Unidos al menos hasta 1960,
  - Nakéty, Mont-Dore (1884-),
- cobalto: 1890-1910 principalmente, Nakéty, Belep, Touho, Koné, hasta el 90% del mercado mundial en 1905, exportación a Alemania, competencia canadiense, cierre en 1959 y como subproducto (próximamente) en Goro,
- cobre: Balade, Pilou Nemou, Tao, hasta 1931,
  - Ouégoa : La Balade (1873-11884), La Bruat, La Murat,
  - Poum: Pilou (Balaguet) (1886-1930),
- estaño: MontDore La Coulée, 1883,
- acero:
  - Goro, 1938-1941, para Japón, luego Francia 1950-1960
  - Prony Bay, Carenage, 1955-1967, para Australia,
- manganeso: costa oeste, incluida Bourail, 1918-1922 y 1949-1953, hasta un total de 60 000 toneladas,
- oro: desde 1863:
  - Ouégoa: Manghine (1874), Fern Hill 1875 a 1878, tal vez hasta 1900,
  - Por (Ouégoa, Diahot), 1887-1899,
  - Galarino (1877-1879),
  - Queyras (La Foa),
  - Gotas grandes (Saint-Louis),
  - Edison (pouembout)
  - Honfleur (Poya),
  - Nakéty,
- petróleo: perforación en Ouen Toro (1907-1911), Koumac (1896, 1913-1921), Gouaro (Bourail) (1951)
- plomo de plata: La Mérétrice, 1884-1929,
- zinc: La Mérétrice, 1884-1929.

## Recursos minerales en los fondos marinos profundos
La excepcional diversidad geográfica de Nueva Caledonia es un problema de desarrollo económico para el territorio. La Zona económica exclusiva (ZEE) de Nueva Caledonia comprende el 98,5% del océano y, por lo tanto, de los fondos marinos. El conocimiento y las tecnologías asociadas a los recursos marinos profundos son responsabilidad de Ifremer, DCSN, Technip, SNGC. Los impactos de una operación son objeto de trabajo por parte de ESCO y CPS. El parque natural del Mar del Coral, creado en 2014, permite mejorar la reflexión sobre la biodiversidad regional.
Los recursos previstos son de cuatro tipos:
- nódulos polimetálicos, ricos en manganeso, cobre, níquel, cobalto, etc,
- costras ferromagnésicas, ricas en hierro, manganeso, cobalto y especialmente platino, titanio, itrio, lantano, cerio, níquel, talio, circonio y molibdeno,
- sulfuros hidrotermales, ricos en cobre, zinc, plata, oro, cobalto, etc,
- fosfatos, antiguamente explotados en la Isla de Walpole.

## Energías

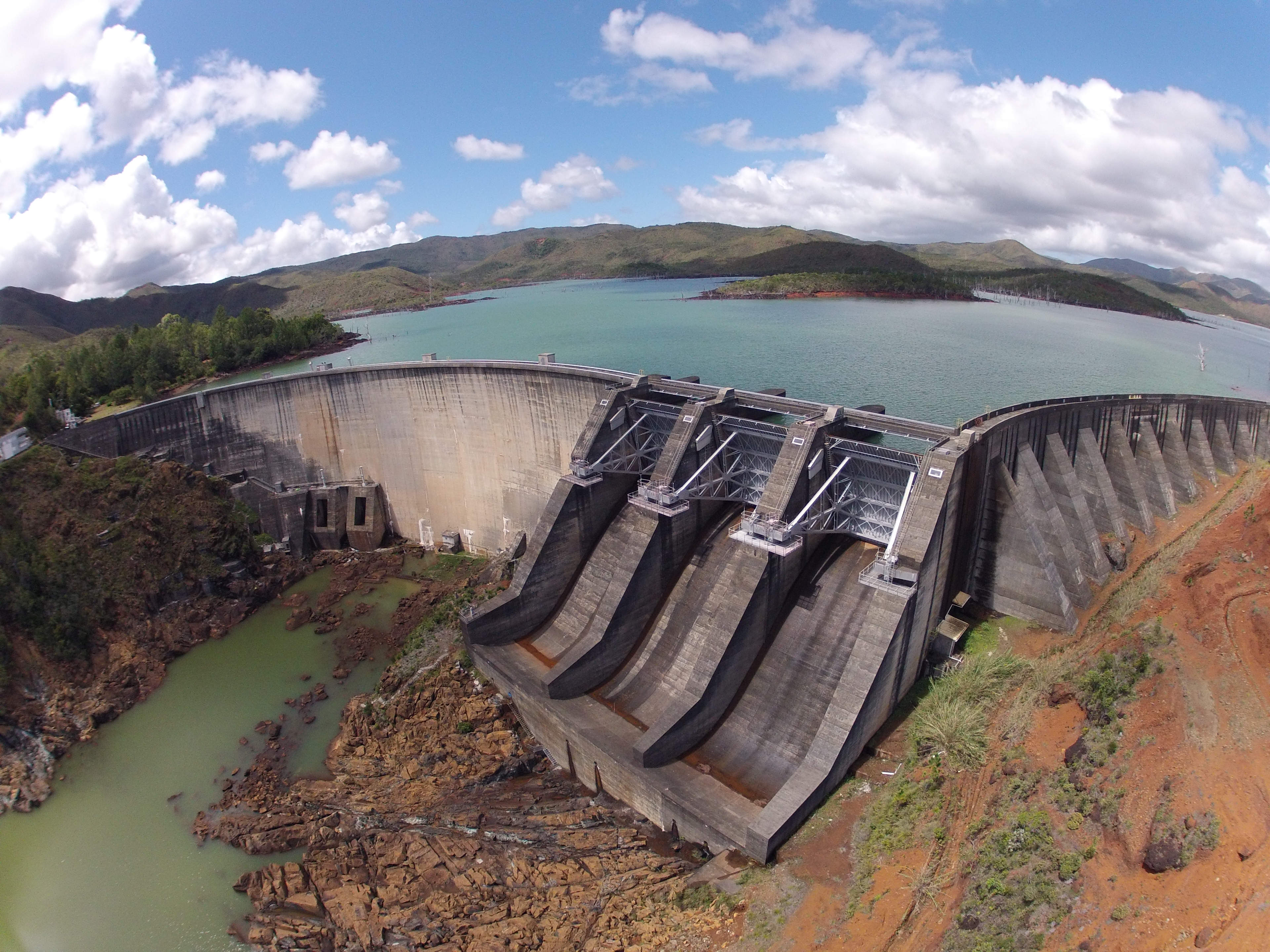
Vista aérea de la Presa de Yaté.

Históricamente, la ciudad de Numea, entonces poblada por unas 10.000 personas, fue iluminada por 130 farolas de gas desde 1883, gracias a una fábrica de gas instalada en el fondo de la Bahía del Orfanato. La electricidad pública se hizo posible en 1932 gracias a la fábrica de Enelco, y se desarrolló a partir de 1934, con el ingeniero Jean Maurault, para suministrar hasta 415 farolas.
La tasa de dependencia energética de Nueva Caledonia fue del 94,9% en 2008 y se estimó en el 95,7% en 2009. Siempre ha estado por encima del 90% —su mínimo, alcanzado en 1988—, y ha sido igual o superior al 94% desde 1991. El consumo de electricidad ha sido de unos 1.800 GWh al año desde 2005, de los cuales cerca de dos tercios corresponden a SLN solamente. La calidad del servicio público de distribución ha mejorado desde los años ochenta, con una capacidad máxima de unos 120 MW en 2009 —poco menos de 50 MW en 1988, 80 MW en 1997 y 100 MW en 2003—. 26. Los dos distribuidores son EEC (filial de Engie, concesionario en Numea, Mont-Dore, Dumbéa, Lifou, Bourail, Koumac y Kaala-Gomen) y Enercal para el resto del territorio, es decir, 26 municipios.
En 2009, la producción de electricidad —excluyendo la fotovoltaica— fue de 1.944.074 MWh. Más de tres cuartas partes (77,4%) proceden de 22 centrales térmicas de llama —cuatro principales: SLN-Doniambo con fuel-oil y Ducos con Turbina de gas, querosenoen Numea, Jacques-Iekawé de Népoui con fuel-oil, en Poya y Prony-Énergies con carbón en Mont-Dore, y 18 pequeñas centrales térmicas diésel autónomas: Comagna en Ile des Pins, Ile Ouen en Mont-Dore, Nouméa, Borendy y Kouaré en Thio, Katricoin en Moindou, Wé en Lifou, Tadine en Maré, Ouenghé en Ouvéa, Waala en las islas Belep, Tiari y pueblo en Ouégoa, Tiabet, Arama y pueblo en Poum, Pouébo, Caavatch en Hienghène, Ouaté en Pouembout. 
La energía eólica representa el 2,1% de este total con 5 parques eólicos (Mont Négandi con 15 Vestas y Éole-Prony I, II, III y Mont-Mau con 10, 21, 20 y 15 Vergnet respectivamente en Mont-Dore; Lexö en Lifou con 9 Vergnet; Mwiré en Île des Pins con 3 Vergnet; Kafeate I y II en Voh con 22 y 20 Vergnet respectivamente.) Una central eléctrica de biocarburantes (aceite de coco) está en funcionamiento desde 2004 en Ouenghé, en la isla de Ouvéa: su producción fue de 209 MWh (0,01%) en 2005, 101 MWh (0,005%) en 2006, 1 MWh (0,00005%) en 2007 y de muy bajo contenido a partir de entonces. La capacidad total de estas instalaciones eléctricas en 2009 fue de casi 500 MW.
Laenergía fotovoltaica a menudo se limita a lugares aislados o a viviendas particulares y está mal conectada a la red general. La CEE32 ha instalado centrales híbridas en la isla de Ouen (N'Gi y Ouara) y Enercal en los islotes de Yenghébane y Yandé en Poum. Este último explota también un pequeño parque solar en Tadine sur Maré (200 kW). Pero la infraestructura principal, la primera central solar terrestre de Nueva Caledonia, es la de Helios-Bay, de La Tontouta a Païta (9.560 paneles solares y 239 estructuras para 17.000 m² de colectores, una capacidad instalada de 2,1 MWp y una capacidad de producción de 3.000 MWh al año).
Un estudio de Gérard Marty de 2012 analiza las posibilidades de la energía renovable en Nueva Caledonia.

## Agroalimentación
La industria de la alimentación tenía un valor añadido de 12.956 mil millones de francos del Pacífico en 2011, lo que representa el 1,5% del PIB de Nueva Caledonia.35 Las exportaciones de alimentos en el mismo año representaron 1.624 millones de francos del Pacífico, es decir, únicamente el 0,9% de todas las exportaciones de Nueva Caledonia. En comparación, las importaciones en el mismo sector ascendieron a 33.945 millones de francos del Pacífico —8,18% de todas las importaciones del archipiélago—. Sin embargo, el valor de la producción local vendida en el extranjero ha aumentado desde principios de 2010 hasta alcanzar unos 2.587 millones de CFP Franco en 2014 —1,42% de las exportaciones—. En cualquier caso, la mayor parte de la producción sigue destinada en gran parte al consumo local.
La gran mayoría de las empresas y los empleos en el sector son actividades artesanales o relacionadas con alimentos específicos de la gastronomía de 
Europa: panadería, pastelería, chocolate, confitería ... una industria de chocolate y confitería domina, Biscochoc, con aproximadamente 60 empleados. Desde 2010, Socalait 38 comercializa una pequeña producción de chocolate de calidad bajo la marca «Chocolats Lapita», el chocolate de los orígenes. Varios artesanos chocolateros locales han adquirido una reputación de calidad (Chocolats Morand, La Cabosse d'or, etc.). En cuanto a la panadería, dos productores industriales se encargan de la distribución masiva, al igual que muchas tiendas de comestibles. En primer lugar, se trata de Sceb, con unos 50 empleados, 20.000 baguettes y más de 3.000 panes de molde producidos diariamente, Christopher (BSC), con unas 18.000 baguettes y otros 5.000 tipos de pan al día. Además, hay más de 60 panaderías y pastelerías artesanales, entre ellas una veintena en Numea, algunas de ellas de renombre.
A continuación, la producción de bebidas, un sector dominado por dos grandes empresas industriales competidoras que producen cada una de ellas cervezas, refrescos, jarabes o zumos de frutas de marcas internacionales bajo licencia o de creación propia: Société Le Froid —aproximadamente 200 empleados, licencias de la Coca-Cola Company, Orangina, el Grupo Carlsberg, las bebidas lácteas australianas de Parmalat o Monster Energy, así como las marcas locales de jarabes y refrescos Tulem, los zumos de frutas Oro y la cerveza Manta—; la Grand Brasserie de Nouvelle-Calédonie (GBNC)  es una cervecería nuevo-caledonia local bajo la ley francesa, aproximadamente con 130 empleados, licencias de PepsiCo, Schweppes, Red Bull, Heineken International, Affligem, cerveza tahitiana Hinano, así como el producto estrella de la empresa y la cerveza local más popular, Number One, su variante en el refrigerador Panach One y la cerveza ámbar de Havannah).
Para la producción de agua embotellada —agua sin gas, aromatizada o con gas—, el mercado está dominado por la empresa local Les Eaux du Mont-Dore, con unos 25 empleados. En menor escala, la Maison Ridolfi de Païta se especializa en la producción de licores y bebidas espirituosas, mientras que uno de los restaurantes y la microcervecería, Les 3 Brasseurs se encuentra en Nouméa. Por último, también hay pequeños productores especializados en la producción artesanal de bebidas: los Délices des îles de Païta para el alcohol, la Distillerie du Soleil de Mont-Dore, que desde 2016 produce la primera marca local de ron con el nombre de «Terre du Sud», y el productor de zumos de frutas prensados en La Foa Les Oranges locales.
La Oficina de Comercialización y Almacenamiento Refrigerado (Office of Marketing and Refrigerated Storage, OCEF), una agencia pública bajo el gobierno, juega un papel importante como regulador del mercado, desde el procesamiento hasta la comercialización de la carne —así como de las patatas y la calabaza—. Cuenta con más de 110 empleados fijos, dos mataderos en Bourail —producción de ganado vacuno, caprino, ovino y caprino— y en Païta —producción porcina—, una planta de almacenamiento y despiece en Tipenga, en el territorio del municipio de Pouembout, y almacenes de comercialización de carne junto a la sede central de Nouméa.
La Restauration française, (Sodexo) atiende a 18,500 consumidores, todos los días, en 130 sitios escuelas, guarderías, casas de jubilación, centros de recreación, etc..

## Actividades primarias
La agricultura y la pesca están poco desarrolladas y son esencialmente alimentarias. Representan entre el 1% y el 2% del producto interno del Territorio y emplean al 5% de la población activa, pero contribuyen a limitar el éxodo rural hacia la Provincia Sur. Además, Nueva Caledonia consigue producir poco más de lo que importa en términos de productos agrícolas —8.345 millones de CFP franco frente a 8.190 millones importados—.
Los principales productos de exportación son el camarón de mar,producido por la pesca de bajura, pero cada vez más producido por la acuicultura híbrida, y el venado.
En total, en 2015, la Provincia Sur representa el 76% del valor de la producción agrícola comercializada, la Provincia Norte el 20% y la Provincia de las Islas el 4%. La población agrícola familiar, según el Censo General de Agricultura de 2012, es de 13.225 personas, es decir, el 5,2% de la población total —9,7% en 2002—. La tasa de autosuficiencia alimentaria, en todos los sectores agrícolas juntos, se ha reducido considerablemente al 15% —45% en la Isla de la Reunión—.

### Ganadería

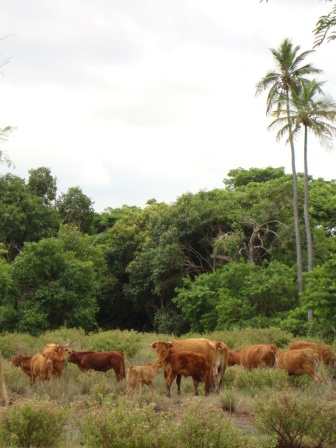
Grupo de ganado bovino, en la région de Koumac.

La ganadería es extensiva y de pastoreo, generalmente en las grandes llanuras herbáceas y de sabana de la costa oeste, y sigue siendo principalmente obra de europeos, a menudo llamados Caldoches o Broussards. 
En 2002 había 1.469 granjas, o explotaciones, para 111.308 cabezas de ganado, una media de 75,8 cabezas por granja.
Otras explotaciones ganaderas están mucho menos desarrolladas y son menos productivas.

#### Bovinos
La producción de carne de vacuno —4.018 toneladas en 2004, 3.500 toneladas en 2005, para unas 50.000 cabezas de ganado en unas 120.000 ha— permite que el territorio sea autosuficiente en esta área se importaron 321 toneladas en 2004 y 634 en 2005. Sin embargo, el ganado se destina principalmente al consumo local —el mercado está muy regulado por una institución dependiente del Gobierno de Nueva Caledonia, la Office de commercialisation et d'entreposage frigorifique OCEF—, un poco a la cría —la venta de reproductores afectó a 139 unidades en 2005, frente a únicamente cuatro 4 reproductores importados en el mismo año—, pero muy poco a la exportación, con la excepción de 1998, 2000 y 2004, Nueva Caledonia no ha exportado ningún reproductor de ganado.
La producción lechera es muy baja —804.000 litros en 2005, 351.000 litros en 2015— y requiere importantes importaciones de leche u otros productos lácteos, especialmente de Australia —unos 65.000.000.000.000 de litros importados en 2005, 86.997.600 litros en 2015—.

#### Aves
Hay muchos patios traseros y criaderos de aves de corral que no están destinados a la comercialización. En 2002, había 382.838 cabezas de aves de corral, con una producción en 2005 de 1.023 toneladas de carne, mientras que se importan más de 7.800 toneladas, y se produjeron 2,8 millones de docenas de huevos en 2005 —39,8 millones de huevos en 2015—. En 2014, las importaciones ascendieron a 9.450 toneladas. En 2015 se importaron 9.362 toneladas de carne de pollo, 6.730 animales vivos —6.506 polluelos de gallo, gallinas y gallinas de Guinea y 224 reproductores—, 9,3 millones de huevos frescos y 35,6 toneladas de huevos para incubar.

#### Cérvidos
Es realmente la segunda cría —autorizada en 1985, para este animal introducido alrededor de 1850—, excepto las aves de corral, del territorio. En 2002, había 14.361 cabezas de ganado, que produjeron 269 toneladas de carne en 2003. Es uno de los pocos productos agrícolas de Nueva Caledonia destinados a la exportación. También la caza principal, el venado es considerado como una de las carnes típicas de la «cocina del monte». 

#### Porcinos
La cría de cerdos se ha desarrollado especialmente bien entre las poblaciones de Oceanía, principalmente los valacos y futunianos. En 2002, algo más de 25.000 cabezas, lo que permitió ser autosuficiente en el consumo de carne de porcino, con 1.800 toneladas producidas en 2005 frente a las 232 importadas —en carne y reproductores—. En 2014, la producción, con 31.221 cabezas sacrificadas, fue de 2.812 toneladas, completades por una importación residual de 503 toneladas. 

#### Caprinos y ovinos
Sin embargo, con 8.000 cabras y alrededor de 2.300 ovejas en 2002, Nueva Caledonia no produce casi nada en esta zona, con únicamente 14 toneladas de este tipo de carne en 2005. Debe importar la mayor parte de su consumo en esta zona, en particular el ganado ovino de Nueva Zelanda. En 2014, las importaciones se estiman en 415 toneladas por un valor. Una hierba local es dañina para las ovejas.

#### Conejos
En 2002 se criaron 7.791 conejos, pero en general se trata de una granja de alimentos o destinado para los animales.

#### Equinos

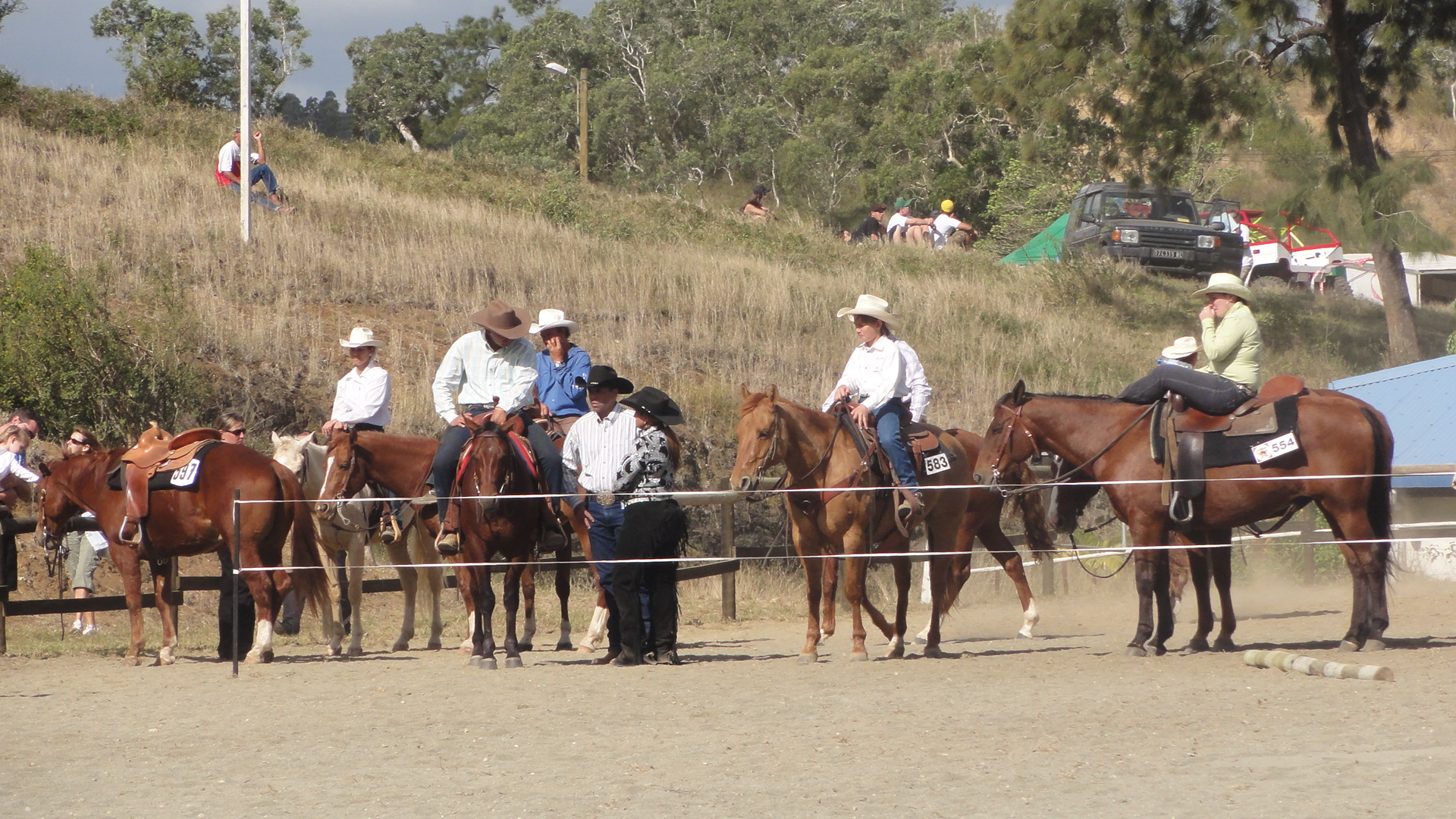
El caballo es emblemático de la «culture broussarde».

En 2002 se habían identificado 7.512 caballos, siendo el caballo un animal fuertemente asociado a la imagen del «campo», y los criadores a menudo utilizaban el caballo para supervisar al ganado. También hay algunas ganaderías, sobre todo en el norte, y algunas en Dumbea o Païta, destinadas al entrenamiento de caballos de competición o de carreras.
En 2015, la población ganadera tuvo 208 nacimientos declarados —133 en la Provincia Sur, 52 en la Provincia Norte y 23 tras la inseminación artificial—. La importación fue de 35 unidades.

#### Apicultura
La apicultura, introducida en 1848, va bien; 1.971 colmenas en 2002 permitieron a los caledonios ser autosuficientes en miel, con 59 toneladas producidas en 2005, frente a 4 importadas. En 2014, la producción de las 3.000 colmenas se estima en 108,4 toneladas para 4,5 toneladas importadas. En 2015, la producción de las 3.000 colmenas aproximadamente se estima en 117,4 toneladas para 3,8 toneladas importadas.

### Agricultura
Nueva Caledonia tiene un 3.5̥% de tierra cultivable, explotada intensivamente por «melanesios en cultivos drenados o irrigados antes de la llegada de los europeos» (Jean Guiart, 2000- P- 116). La reconstrucción de la geografía tradicional Kanak está muy relacionada con el problema de la tierra.

#### Cereales
Los cultivos de cereales están muy poco desarrollados, con una superficie total de 953 ha en 2002 —incluidas 423 ha en la provincia septentrional, donde representa el 5,8 % de la producción agrícola provincial final y el 52,9 % del volumen de negocios del sector de los cereales de Nueva Caledonia en 2006, y 530 ha en la provincia meridional—. Sin embargo, fue la principal producción de cultivos comercializada en el Territorio de 2000 a 2008, con 6.290 toneladas producidas en 2005. Disminuyó entre 2005 y finales de la década de 2000: en 2008, la producción fue de 4.203 toneladas de maíz, por detrás de la de hortalizas frescas, mientras que su valor comercializado en el mismo año representó 180 millones de francos del Pacífico, es decir, el 3,7% del valor total de la producción agrícola comercializada.
La producción se reanuda en 2010. En 2014, se estima en 4.815 toneladas, y las importaciones en 43.446 toneladas. 45. En 2015, la producción es de 6.738 toneladas, las importaciones 42.280 toneladas.

#### Frutas y legumbres

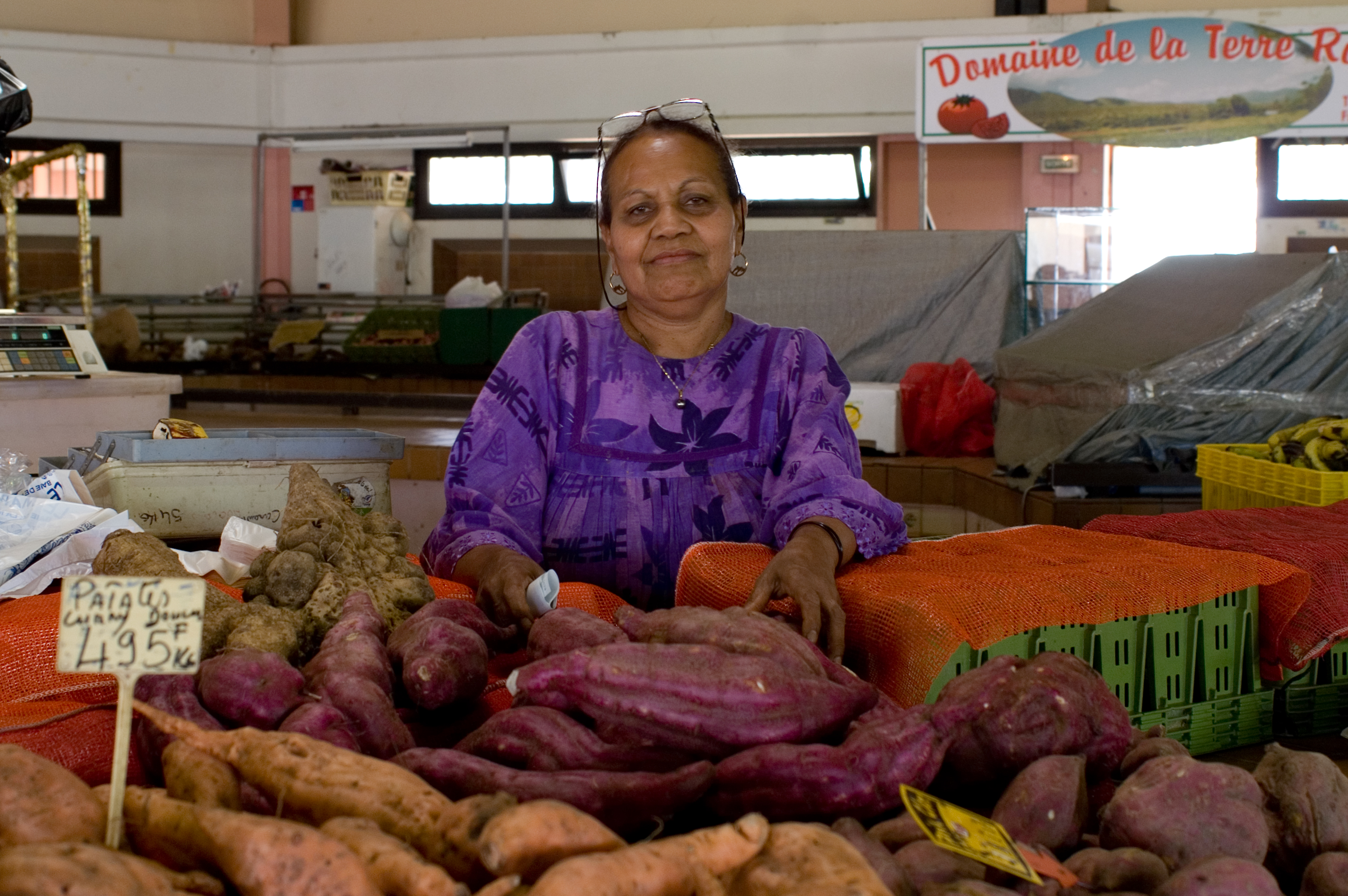
Mujer que vende verduras locales, incluidas las batatas, en el mercado de Noumea.

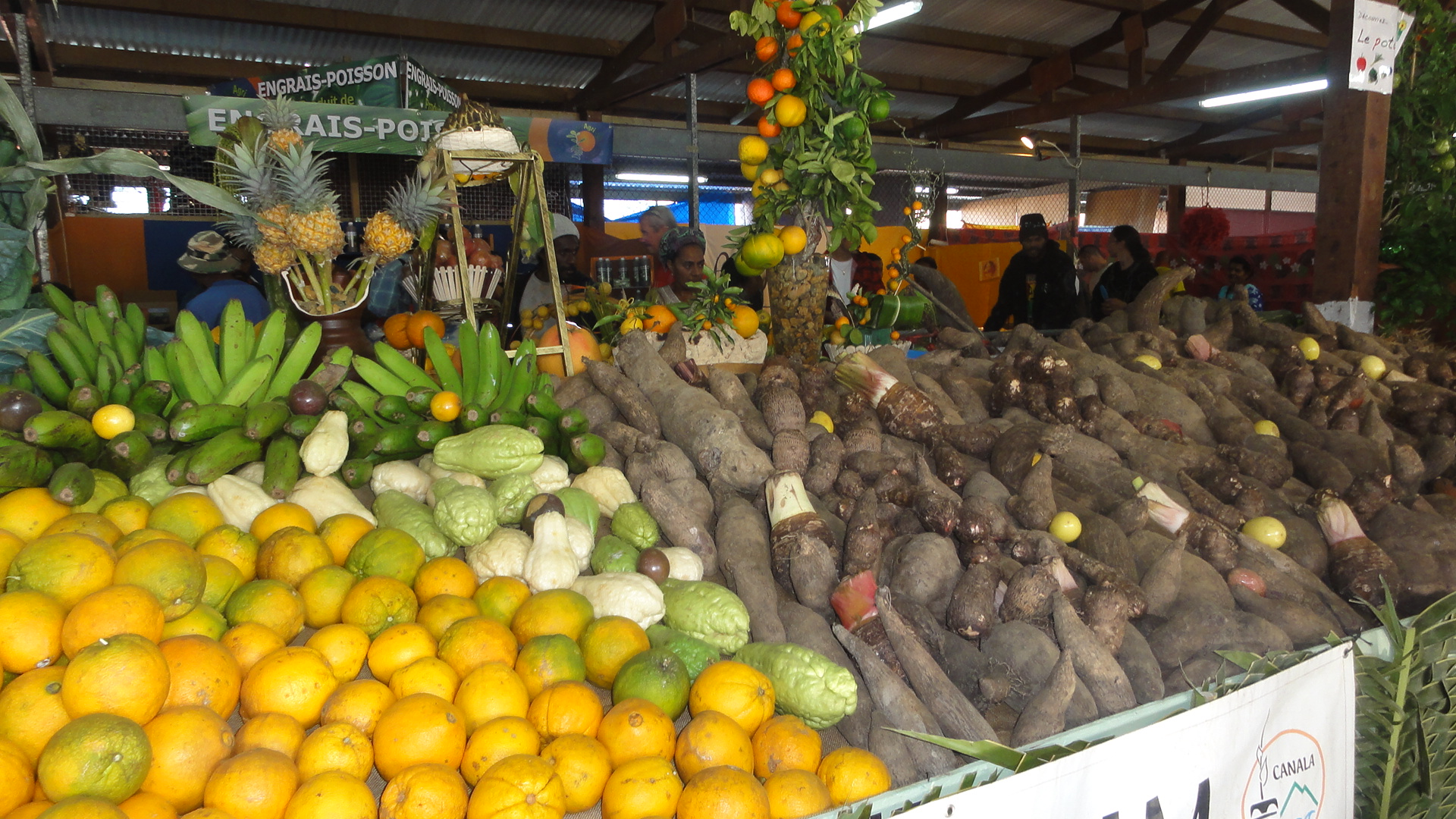
Frutas y legumbres tropicales en un stand de la Feria de Bourail en 2011.

La mayoría de las granjas se utilizan para jardinería comercial y frutas de campo, con 1.872 hectáreas cosechadas en 2002 para más de 6.000 toneladas de hortalizas frescas producidas, 2.000 toneladas de calabaza —que es el principal producto vegetal exportado—. En 2014, se produjeron 2.179 toneladas.
En 2014, la producción de hortalizas comercializadas se estima en 8,629 toneladas, y las importaciones en 2,273 toneladas. En 2015, la producción de hortalizas comercializadas se estima en 8,712.1 toneladas, la exportación de calabazas en 3,751.1 toneladas, y la importación en 2,663 toneladas.
En 2014, la producción de fruta comercializada se estima en 4,499 toneladas, y la importación en 4,493 toneladas. En 2015, la producción de fruta comercializada se estima en 4,480 toneladas, la exportación en 41 toneladas y la importación en 4,591 toneladas.
En 2014, la producción comercializada de patatas se estima en 1 399.4 toneladas y la importación es de 2 167 toneladas. En 2015, la producción comercializada de patatas se estima en 564.5 toneladas, y las importaciones en 1 460 toneladas. En 2015, la producción comercializada de cebollas secas se estima en 666.2 toneladas, y las importaciones en 1 214.3 toneladas.
Las poblaciones melanesias, en tribu, mantienen los alimentos y la agricultura habitual de los tubérculos tropicales, especialmente el ñame y el taro. De 300 a 450 toneladas de estos tubérculos se comercializan cada año. En 2015, la producción se estima en 559.4 toneladas.
Hay alrededor de 500 variedades de bananos de las islas del Pacífico, poco comercializadas, de los tres grupos principales, para el CIRAD y el IAC: Maoli (chef banano), Popoulou (poingo banana o plátano) e Iholena. El Maoli ha conservado un sentido cultural, y no ha sufrido erosión genética. El «plátano Cavendish» está expuesto a plagas, incluido el virus Banana bunchy top; (Al menos desde 1999), portado por el pulgón del banano. De las 7,000 toneladas de bananas producidas anualmente, únicamente mil son comercializadas.

#### Otros cultivos

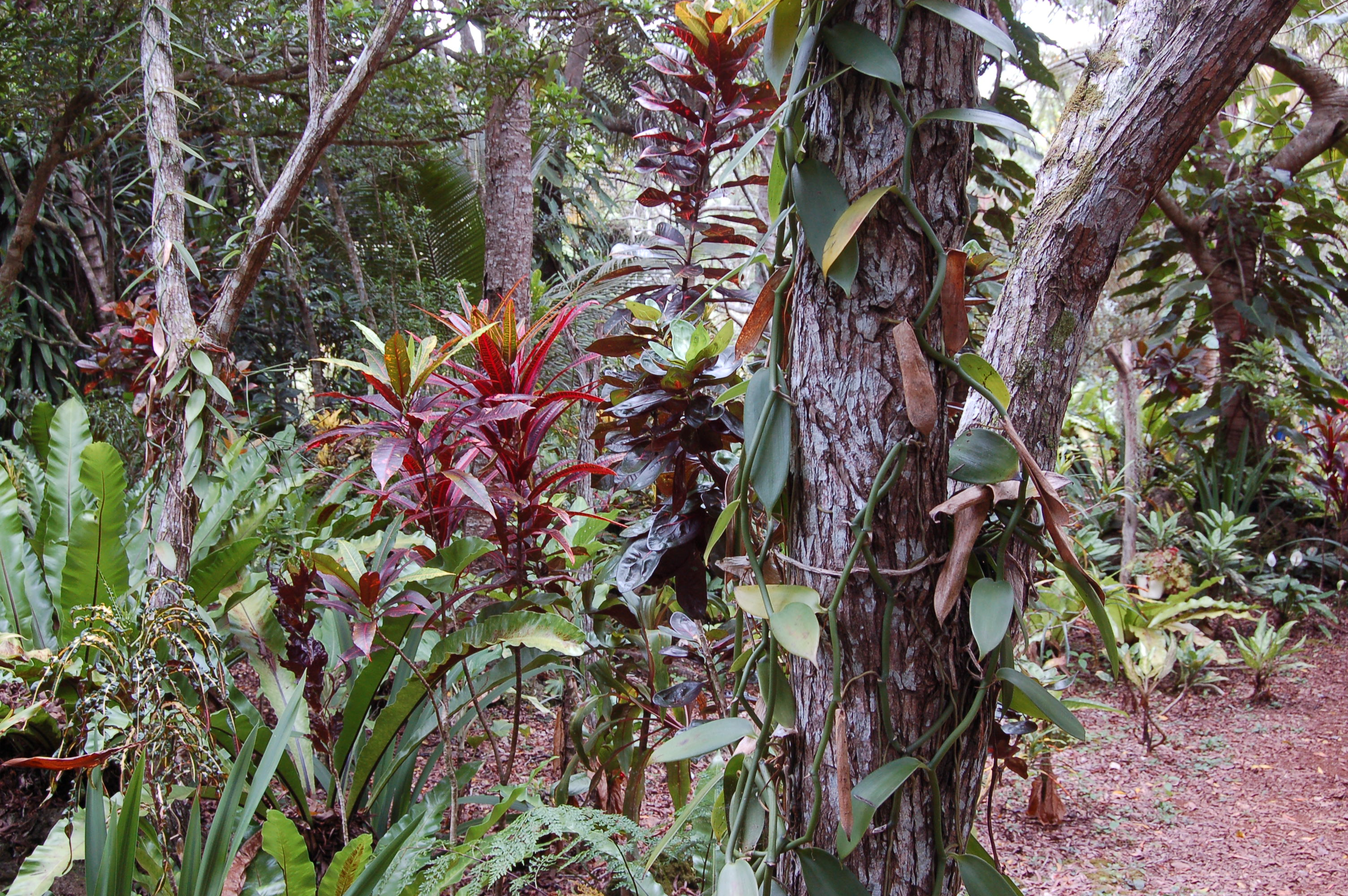
Vainilla, Lifou.

Evolución de las exportaciones de especias de Nueva Caledonia después de 1999.

Otras plantaciones bastantes bajas de producción son la copra, la vainilla (en Lifou) y el café.
El café de Nueva Caledonia, o más bien el «mejor café» de Nueva Caledonia, es una variedad de Arábica Laurana, excepción, incluida la variedad « Leroy », ha adquirido una reputación mundial, pero la producción local ha desaparecido casi por completo desde los años 1960 después del boom del níquel, con la proliferación del hongo Hemileia vastatrix responsable de una enfermedad del cafeto conocida como «roya anaranjada», la aparición de una especie agresiva de hormigas originarias de Argentina y llamadas hormigas rojas. Desde los años 1990, algunos productores están tratando de revivir el café Leroy Caledonia, en parte como resultado de los trabajos en la isla de la Reunión de Yoshiaki Kawashima, director de un centro de investigación especializado en el café. La producción en 2014 fue de 4.8 toneladas. En 2015, aumentó a 6 toneladas, con la exportación de 0.9 toneladas de alta calidad y la importación de 1 340.5 toneladas.
La copra (almendra de coco) es una forma de energía renovable que se puede utilizar en zonas aisladas. Así, en la isla de Ouvéa, una cuarta parte de las 3.200 ha de cocoteros se utiliza para la producción de aceite de coco (5.000 litros, por 300 familias), destinado a la fabricación de jabón y biocarburantes para generadores. La producción en 2014 fue de 395,2 toneladas, y en 2015, el país produjo 299,7 toneladas.
La producción de vainilla sigue siendo confidencial, pero de calidad superior. Desde 1850, se ha establecido en Lifou, donde la elabora 200 agricultores de las tribus de Jokin, Jozip y Mucaweng. También se está desarrollando en Maré. En Grande Terre, un híbrido de vanilla planifolia empieza a producir una calidad excelente en Haute-Karikoué, en las estribaciones del Mont Mou en Païta. La producción total en 2014 es de 1,5 toneladas. En 2015, el país produjo 0,9 toneladas.
La producción de aceite esencial (niaulí, sándalo, jengibre...) tiene un alto valor añadido y desde finales de los años 90 se ha ido exportando cada vez más. Se estima que en 2014 fueron 7,9 toneladas/unidades. En 2015, el país produjo 7,6 toneladas/unidades.
La caña de azúcar fue cultivada comercialmente alrededor de 1868-1898, con una refuerzo de trabajo de Reunión. La serrería de madera en tablones tuvo una producción en 2015 de 257,5 de millos de Franco CFP.

#### Fertilizantes y productors fitosanitarios
En 2015, el consumo de fertilizantes comercializados se estima en 5 201,4 toneladas para jardinería comercial, cereales, calabazas, frutas, pastos, acuicultura, patatas, viveros para reforestación, etc..
Los productos fitosanitarios importados (34.9 toneladas) consisten en herbicidas (11.9 toneladas), insecticidas (13.8 toneladas), fungicidas (3.9 toneladas) y otros (5.3 toneladas).

### Pesca
La mayor parte de la pesca se realiza con fines alimenticios y recreativos, con 3.500 toneladas pescas de esta forma en 2003 para un total de 7.182 toneladas de productos pesqueros marinos destinados al consumo humano en ese año.··
La pesca profesional es de altura (atún), costera (pargo, etc.) o de laguna (crustáceos, cefalópodos, holoturianos, etc.). En 2010, habían de 1.088 puestos de trabajo (directos o inducidos), de los cuales 767 eran pescadores profesionales registrados, 613 en el sector artesanal (arrecife de laguna) y 154 en el sector marítimo.

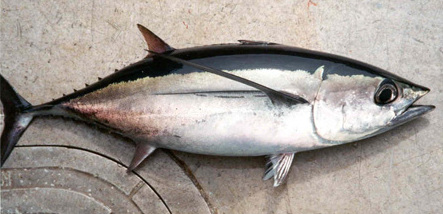
Atún blanco principal captura en la pesca con palangre de Nueva Caledonia.

A continuación viene la pesca con palangre profesional de altura bastante estancada (2.466 toneladas producidas en 2003, 2.474 toneladas en 2005, 2.387 en 2008, 2.548 en 2009), principalmente atún blanco (1.111 toneladas en 2003, 1.590 en 2005), 1.649 en 2009) y un poco menos de  rabil, aunque esta pesca está perdiendo impulso (754 toneladas en 2003, 448 en 2005, 487 en 2009), pero también patudo, ahora muy pequeño (142 toneladas en 2003, 76 en 2005, 51 en 2009). El atún se destina en parte al mercado local, pero también es un importante producto de exportación. También hay algunos  marlines (122 toneladas en 2003, 124 en 2005, 114 en 2009), marrajos (38 toneladas en 2003, 26 en 2005, 10 en 2009) -especialmente por las aletas muy apreciadas por los asiáticos- y peces espada capturados (22 toneladas en 2003, 12 en 2005, 7 en 2009).  Las exportaciones de las pescas de alta mar de Nueva Caledonia alcanzaron un nivel sin precedentes en 2001 (1.276 t, es decir, tres quintas partes, el 61,8% del total de las capturas con palangre de ese año, y 773 millones de francos del Pacífico declarados). En 2009, la cantidad exportada se acercó de nuevo a la marca de las 1.000 toneladas, de la que se había alejado en los tres años anteriores (947 t y 37,2% de la producción, y 424 millones de francos CFP, la cantidad más alta desde 2003). En 2010, el atún blanco, que representa 70̬ % de las capturas, representa 1.900 toneladas vendidas, incluidas 1.200 toneladas en el mercado local, y 700 toneladas exportadas, incluidas 100 toneladas de pescado fresco entero por vía aérea para el mercado japonés.

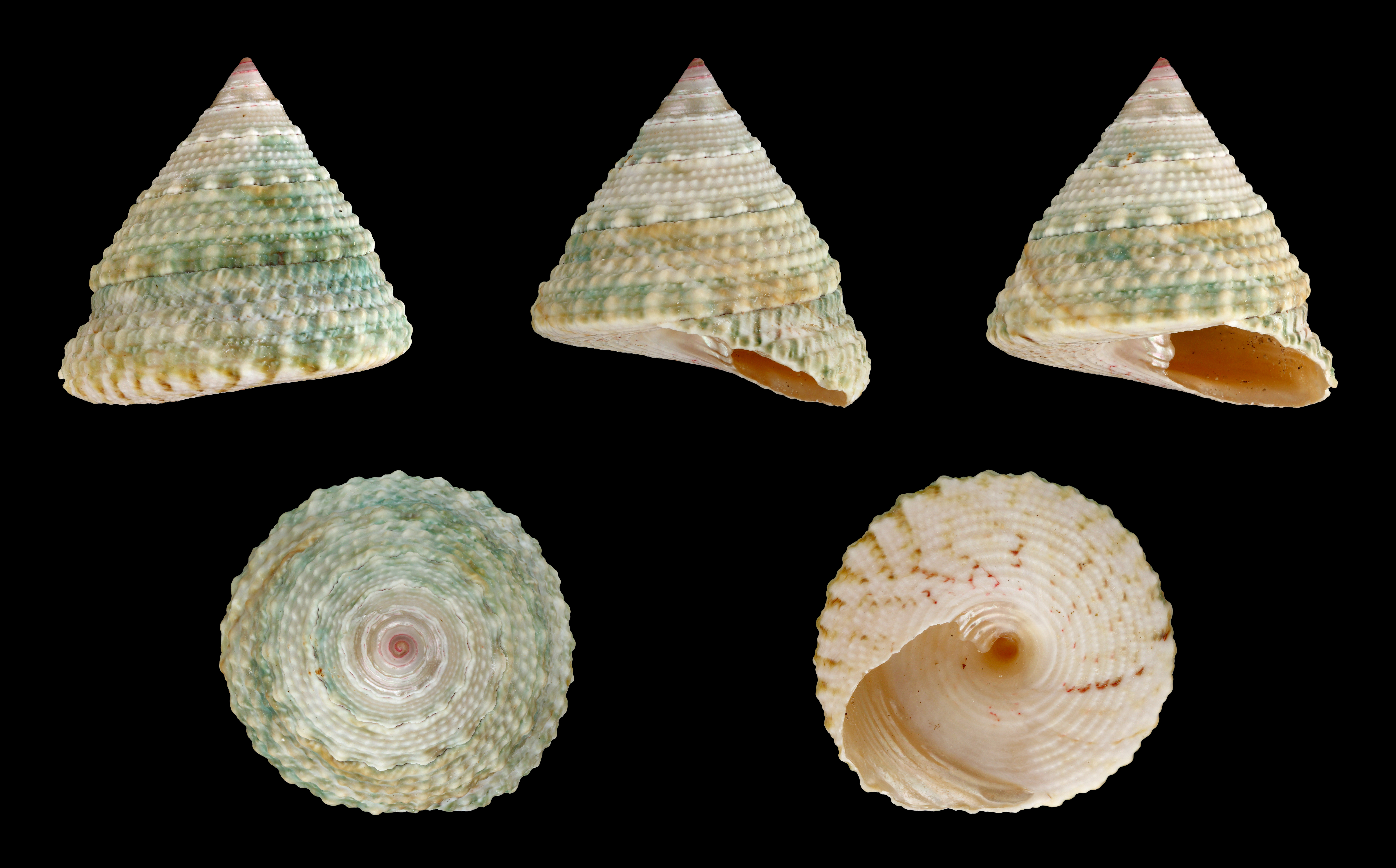
Conchas de trochus, usadas principalmente para la fabricación de botones.

La pesca profesional en laguna, con 1.295 toneladas de productos en 2003 y 1.249 toneladas en 200453, es la tercera mayor fuente de producción en este campo. Se trata principalmente de la pesca del Holothuroidea (conocido como pepino de mar: 687 toneladas de peso en fresco en 2003, 811 en 2004 y 510 en 2010, pero con un peso en seco reducido a 52, 81 y 50 toneladas, respectivamente, y luego a 92 toneladas en 2007 y 77 en 2009), que también se destina a la exportación a Asia Sudoriental, China o Japón. Los peces de arrecife de la laguna (caballa, mula, caña y jorobada, pargos, loros, dawas, loros, salmonete, espinillas, etc.) representaron 366 toneladas capturadas en 2003, 308 en 2005, 428 en 2006 y 506 en 2008.
En la producción no destinada al consumo humano, Nueva Caledonia, también produce entre 100 y 200 toneladas de conchas de trochus (100 t en 2003, 153 en 2005 y 1999 en 2008), una concha que se utiliza principalmente para fabricar botones.

### Acuacultura

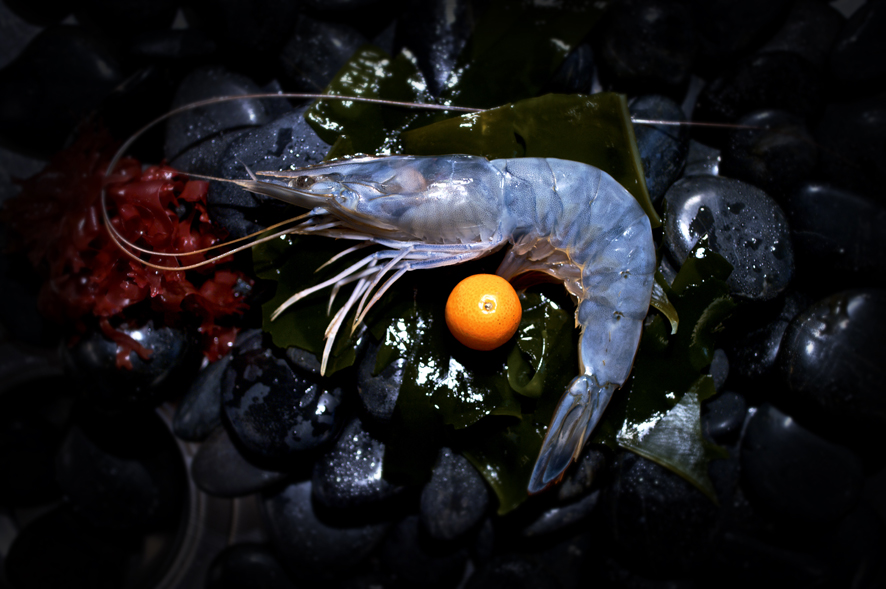
Camarón azul de Nueva Caledonia, cada vez más popular entre los chefs con estrellas Michelin en Francia metropolitana y en el mundo.

Uno de los sectores de más rápido crecimiento de la economía de Nueva Caledonia es la acuicultura del camarón. Se trata de un fenómeno reciente, con explotaciones acuícolas que representaban menos de 500 ha hasta 2003, frente a las 665 ha de 2005. La producción fue de 2.339 toneladas en 2005, más de la mitad de las cuales se destinaron a la exportación —1.709 toneladas, 2.372 millones de francos CFP de ingresos de exportación—. Se ha convertido en un producto de calidad que ha logrado establecerse en varios mercados prometedores, aunque todavía de forma bastante marginal. Y para algunos de ellos, especialmente en Japón, donde hay una gran demanda, se vende a un precio bastante elevado —casi 2 millones de francos CFP por tonelada—.
Los principales importadores son:
- Francia metropolitana: 953 toneladas para un ingreso de 1.224 millones de francos CFP —10.257 millones de euros— en 2005.
- Japón: 476 toneladas importadas, y unos ingresos muy elevados, dada esta cifra de 806 millones de francos CFP —6.754 millones de euros en 2005—.
- Estados Unidos: 111 toneladas para un ingreso de 162 millones de francos CFP —1,36 millones de euros, 1.851 millones de dólares estadounidenses— en 2005. Las exportaciones a los Estados Unidos son bastante irregulares: han experimentado dos picos importantes —en 2002, con 162 toneladas exportadas por 245 millones de francos CFP, y en 2005—. Los otros años, fueron bastante bajos.
- Australia: 105 toneladas para un ingreso de 98 millones de francos CFP —aproximadamente 820.000 euros— en 2005. Este es un mercado que se está cerrando a medida que la acuicultura de camarón se ha desarrollado en Australia. Las exportaciones al país están disminuyendo constantemente de 582 toneladas en 1999, siendo entonces el segundo mayor cliente de camarón de Nueva Caledonia después de Francia, a 105 toneladas en 2005, al igual que los precios de alrededor de 1,2 millones de franco CFP por tonelada en 1999 a unos 930.000 francos CFP por tonelada en 2005.
- Polinesia Francesa: 51 toneladas para un ingreso de 65 millones de francos CFP en 2005. Este mercado se abrió en 1999.
- Wallis y Futuna: 9 toneladas para un ingreso de 13 millones de francos CFP en 2005.
- Hong Kong: 2 toneladas para un ingreso de 4 millones de francos CFP en 2005.

En 2014, la producción de camarón de piscifactoría se estima en 1.635 toneladas. La comercialización es responsabilidad de la SOPAC, Société des productions aquacoles calédoniennes.
En 2015, la producción de camarón de cultivo se estimó en 1.292,7 toneladas, para 661,7 toneladas exportadas.
En 2015, la producción de ostras es marginal, con importaciones de 2,4 toneladas de larvas de ostras y 122 toneladas de ostras.

## Turismo

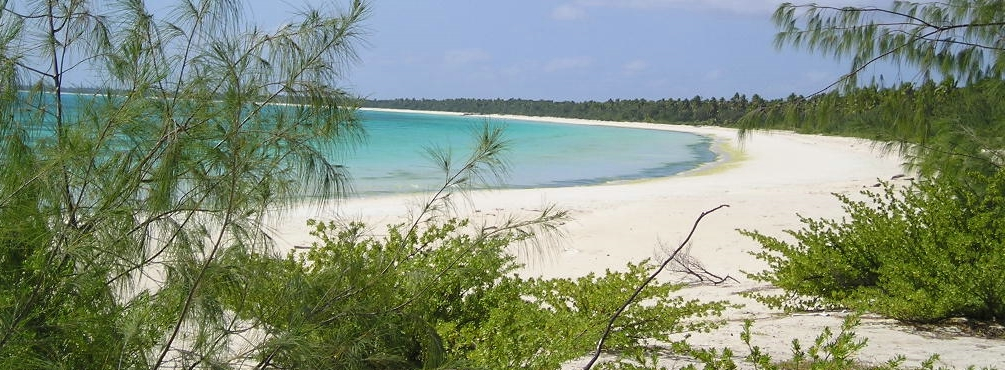
Playa de arena fina y blanca, agua turquesa, vegetación exuberante: símbolo de los paisajes de Nueva Caledonia y fuerte potencial turístico.

El turismo está experimentando un nuevo desarrollo, sobre todo por las numerosas playas y el clima favorable, la laguna y el arrecife de coral —pesca submarina—. En 2005, el sector empleaba a 4.500 personas, es decir, alrededor del 6% de la población activa total, y generó un volumen de negocios de 38.500 millones de francos CFP en 2000,es decir, 322,6 millones de euros, y un valor añadido de 16.000 millones de francos CFP, es decir, alrededor del 4% del PIB del territorio.  El níquel podría ser considerado como un obstáculo histórico para el desarrollo del turismo en Grande Terre; ahora ya no es el caso, después del requisito pactado de un desarrollo económico global sostenible.
| 1996   | 1997    | 1998    | 1999   | 2000    | 2001    | 2002    | 2003    | 2004   | 2005    | 2006    | 2007    | 2008    | 2009   | 2010   | 2011    |
| ------ | ------- | ------- | ------ | ------- | ------- | ------- | ------- | ------ | ------- | ------- | ------- | ------- | ------ | ------ | ------- |
| 91 121 | 105 137 | 103 835 | 99 735 | 109 587 | 100 515 | 103 933 | 101 983 | 99 515 | 100 651 | 100 491 | 103 363 | 103 672 | 99 379 | 98 562 | 111 875 |

El turismo de Nueva Caledonia comenzó a desarrollarse a principios del decenio de 1980 y alcanzó su nivel sin precedentes en 1984, con 91.000 turistas. Sin embargo, los acontecimientos políticos entre partidarios y opositores de la independencia entre 1984 y 1988 perjudicaron gravemente al sector turístico hasta principios de la década de 1990. Desde entonces, el turismo ha experimentado dos nuevas crisis: en 1998 y 1999, tras la crisis asiática, y en 2001 o 2003-2004 en el contexto de una crisis turística internacional generalizada tras los atentados del 11 de septiembre de 2001 y los de Bali en 2002. En 2004, el número de visitantes alcanzó su nivel más bajo desde 1996. El turismo se recuperó débilmente entre 2005 y 2008, aunque permaneciendo lejos de su récord anterior de 2000, y experimentó dos años de debilidad en 2009 y 2010, cayendo por debajo de la marca de los 100.000 visitantes. Sin embargo, la actividad en este campo se recuperó fuertemente en 2011 con un nuevo récord de asistencia, impulsado por el aumento del número de turistas de la Francia metropolitana y las consecuencias de la organización de los Juegos del Pacífico 2011.
Los turistas vienen principalmente de Japón, Francia metropolitana, Australia y Nueva Zelanda. Sin embargo, la asistencia japonesa, que había seguido aumentando a principios del decenio de 2000 hasta superar la de los residentes metropolitanos entre 2004 y 2006, y alcanzó un nivel sin precedentes en 2005 con 31.486 turistas, ha disminuido ligeramente en los últimos años en un contexto de caída del yen, cuyo tipo de cambio frente al dólar y el euro es ahora inferior al del franco CFP, lo que hace que Nueva Caledonia sea menos competitiva. Por otra parte, el número de turistas procedentes de la Francia metropolitana, que por lo general se había estancado entre 29.000 y 30.000 visitantes en los últimos diez años,  y que experimentó dos años de escasez en 2004 y 2005, ha vuelto a aumentar sin haber recuperado aún plenamente su nivel de 2003. 
El turismo local, ya sea australiano o neozelandés, experimentó un crecimiento espectacular entre 2006 y 2007. A continuación se muestran las llegadas de turistas, excluyendo a los pasajeros de cruceros, por país de residencia en 2011, de un total de 111.87560:
- Francia metropolitana: 34.647 (30,97% del total de turistas)
- Japón: 18.455 (16,5%)
- Australia: 17.040 (15,23%)
- Nueva Zelanda: 6.467 (5,78%)
- otros (otros países de Asia-Pacífico, países europeos, Estados Unidos): 35.266 (31,52%).

La gran mayoría de estos turistas van de vacaciones, pero el turismo familiar o amistoso sigue siendo muy importante —24.786 visitantes en 2011, principalmente metropolitanos, valineses y polinesios—, así como para el turismo de negocios o profesional —19.500 en 2011—. La duración media de la estancia es de 16,8 días, pero la de los metropolitanos, por ejemplo, es mucho mayor —33,2 días de media—, precisamente porque se trata de un turismo familiar o amistoso. Los japoneses son los que se quedan menos tiempo, con una media de 5,5 días en el territorio —muchos japoneses vienen a casarse y de luna de miel—. En cualquier caso, esta duración de la estancia es bastante larga. Así pues, si bien el turismo de Nueva Caledonia está mucho menos desarrollado que el de la Polinesia Francesa —con aproximadamente la mitad del número de turistas al año—, la duración de la estancia es mayor en Nueva Caledonia —13,2 días en la Polinesia—.

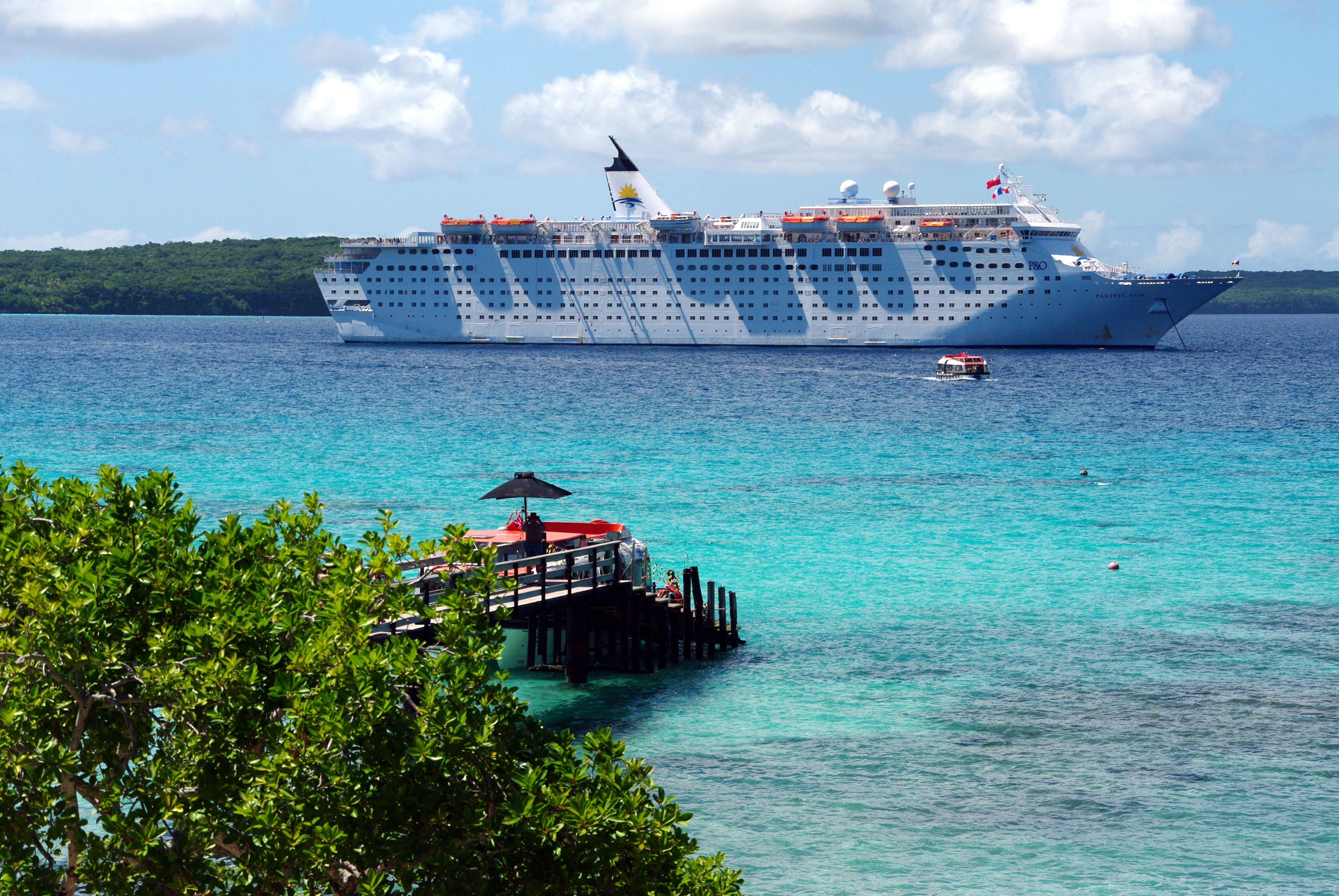
El yate de crucero «Pacific Sun» en las costas de Lifou, septiembre de 2009.

Desde principios de los años 90, las provincias del norte y las Islas de la Lealtad han desarrollado proyectos inmobiliarios y hoteleros (Novotel Malabou Beach Resort en Poum y Club Méditerranée Koulnoué en Hienghène para el primero en 1992, Drehu Village en Lifou y Nengone Village en Maré para el segundo en 1996, seguidos en el 2000 por Paradis d'Ouvéa) diseñados para acoger mejor a los visitantes y compensar su falta de infraestructuras turísticas en comparación con la provincia meridional. Sin embargo, este último sigue concentrando la mayor parte de las instalaciones —a finales de 2006, el 74,4% de las habitaciones de hotel disponibles en el Territorio estaban allí—, en particular en lo que respecta al turismo de alto nivel —los únicos tres hoteles de cinco estrellas y los tres campos de golf del Territorio—.
Sin embargo, Nueva Caledonia adolece de la falta de conexiones regulares con la metrópoli y de un servicio aún insuficiente a los principales aeropuertos del Pacífico por parte de líneas aéreas internacionales. Sin embargo, la compañía aérea local Aircalin ha abierto recientemente nuevas rutas, incluyendo una a Corea del Sur en asociación con Korean Air en 2008 y otra a Reunión en asociación con Air Austral en 2009, con el fin de abrir nuevos mercados.
Si bien el desarrollo del tráfico aéreo parece estancarse o disminuir debido al aumento de los precios del combustible y al precio relativamente alto de las tasas aeroportuarias —especialmente en favor de otros aeropuertos más baratos de los países vecinos de la región—, el turismo marítimo ha crecido considerablemente desde que la compañía naviera internacional P&O decidió hacer de Numea su principal puerto de escala para los cruceros en el Pacífico Sur, y desarrollar nuevas escalas a las Islas de la Lealtad. A estas cifras se añaden las de los pasajeros de cruceros que hacen escala en Nueva Caledonia, un número que aumenta constantemente y que ahora es superior al de los turistas «tradicionales» —que no son pasajeros de cruceros—:
| 1996   | 1997   | 1998   | 1999   | 2000   | 2001   | 2002   | 2003   | 2004   | 2005   | 2006    | 2007    | 2008    | 2009    | 2010    | 2011    |
| ------ | ------ | ------ | ------ | ------ | ------ | ------ | ------ | ------ | ------ | ------- | ------- | ------- | ------- | ------- | ------- |
| 45 665 | 31 700 | 21 351 | 48 701 | 48 579 | 50 671 | 54 925 | 64 273 | 77 115 | 81 215 | 118 898 | 121 393 | 173 208 | 131 231 | 203 879 | 210 919 |

Los pasajeros de cruceros son principalmente australianos (81,5%), seguidos por Nueva Zelanda (7,6%). 64 buques hicieron escala en el territorio en 2004, 60 en 2005, 87 en 2006, 83 en 2007, 99 en 2008, 79 en 2009, 115 en 2010 y 121 en 2011-.

## Banca

### Antiguos
- 1870: Compañía de Nueva Caledonia, reorientada en 1874 en el Banco de Nueva Caledonia.
- 1887: Banco de la sucursal de Indochina de Nueva Caledonia, se convirtió en 1975 en el Banco de Indochina y Suez y luego en Indosuez en 1978.

### Modernamente
El sistema bancario de Nueva Caledonia se transfiere del sistema bancario francés, pero con una moneda específica, el Franco del Pacífico, emitido por el Instituto de Emisión de Ultramar, para una economía no metropolitana. Finalmente, la tributación en Nueva Caledonia también es específica.
- Banque calédonienne d'investissement, BCI, grupo BRED,
- Banque de Nouvelle-Calédonie, BNC, grupo BPCE
- Banque nationale de Paris Paribas, BNP-Paribas-NC,
- Crédit agricole Mutuel-NC,
- Office des postes et télécommunications-Services Financiers, OPT,
- Société générale calédonienne de banque, SG, con sus filiales para créditos: Credical et Nouméa Crédit,
- Indosuez Wealth Management.
- OCÉOR Lease Nouméa, OLN,
- SOCALFI (Ex-GE MONEY)
- Agence française de développement, AFD, y su filial la Société de gestion de fonds de garantie d'Outre-mer, SOGEFOM,
- Oficina de representación deAustralia and New Zealand Banking Group, ANZ.

## Apoyo de la metrópoli y de la Unión Europea

### Gasto público
La metrópoli proporciona apoyo económico al territorio a través de transferencias financieras masivas, que representan el 16% del PIB del territorio, es decir, 121.498 millones de francos CFP (unos 1.020 millones de euros) en 2007. Estas transferencias se refieren a: 63
- Administración del Estado: 84.823 millones de francos CFP (unos 710,8 millones de euros, el 69,8% del total), incluidos:
  - gastos de los hogares —salarios de la función pública, que según el CAFAT emplea a 6.755 personas, tratamientos y prestaciones sociales—: 71.834 millones de francos CFP (unos 602 millones de euros, el 84,7% de los gastos de la administración pública y el 59,1% del total),
  - gasto en bienes y servicios públicos: 9.259 millones de francos CFP (unos 77,6 millones de euros, el 10,9% de los gastos de la administración pública y el 7,6% del total),
  - gastos de capital: 3.730 millones de francos CFP (aproximadamente 31,26 millones de euros, el 4,4% de los gastos de la administración pública y el 3,1% del total).
- Transferencias financieras a las autoridades locales y a las instituciones públicas: 36.353 millones de francos CFP (aproximadamente 304,6 millones de euros, el 29,9% del total), incluidos:
  - A Nueva Caledonia y sus instituciones públicas (como OPT, CHT, CAFAT): 2.416 millones de francos CFP (aproximadamente 20,25 millones de euros, 6,6% de las transferencias, 2% del total),
  - a las provincias: 14.702 millones de francos CFP (unos 123,2 millones de euros, el 40,4% de las transferencias, el 12,1% del total),
  - a los municipios: 10.602 millones de francos CFP (aproximadamente 88,8 millones de euros, 29,2% de las transferencias, 8,7% del total),
  - a las instituciones públicas nacionales: 5.511 millones de francos CFP (aproximadamente 46,2 millones de euros, 15,2% de las transferencias, 4,5% del total),
  - a instituciones públicas locales y otros organismos públicos o privados: 3.122 millones de francos CFP (aproximadamente 26,2 millones de euros, el 8,6% de las transferencias, el 2,6% del total).
- saldo de utilización no desglosado: 322 millones de francos CFP (unos 2,7 millones de euros, el 0,3 % del total).

### Subvenciones europeas
La Unión Europea también contribuye a las finanzas del territorio, en particular a través del Fondo Europeo de Desarrollo (FED) asignado a cada país y territorio de ultramar (PTU). El décimo FED, definido en el momento de la revisión del Acuerdo de Cotonú en 2008 y válido para el período 2008-2013, prevé así una asignación inicial de 1.6408 millones de francos CFP (unos 13,75 millones de euros) más transferencias de 930,6 millones de francos CFP (unos 7,8 millones de euros) de los FED anteriores, lo que representa un total de 2.5714 millones de francos CFP (unos 21,55 millones de euros).

## Comercio exterior

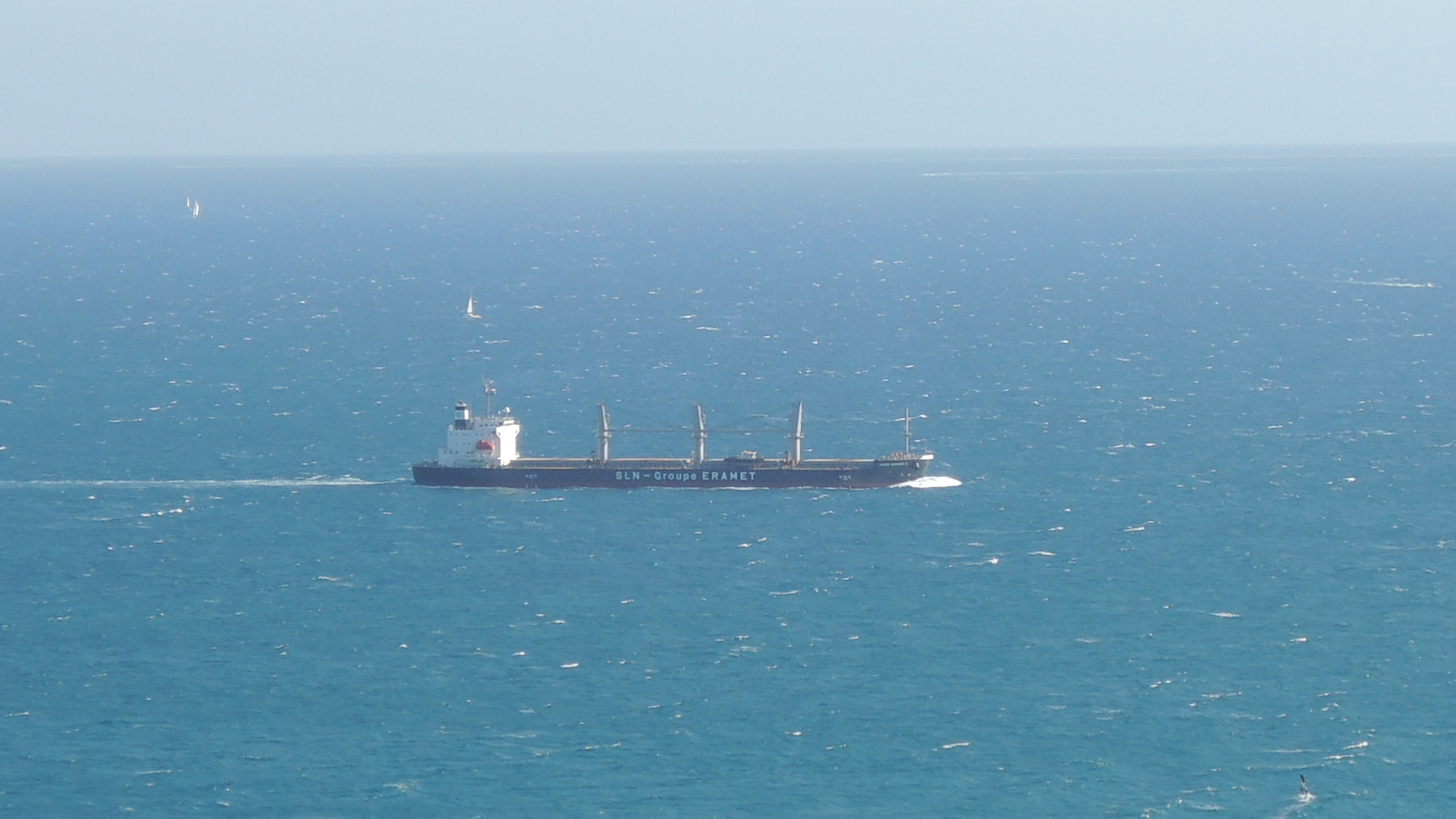
Un barco minero de la Société Le Nickel en la laguna de Noumea en 2012.

El comercio exterior sigue siendo deficitario. De hecho, la mayoría de las exportaciones son de mineral de níquel y de ferro-níquel, mientras que el territorio sigue dependiendo en gran medida del mundo exterior para los productos de consumo, los alimentos y el transporte.

### Exportaciones
Nueva Caledonia es el cuarto productor mundial de mineral de níquel. Por lo tanto, la mayor parte del comercio depende de esta materia prima. Aparte del sector minero, el segundo sector de ingresos de exportación son los productos del mar, en particular el camarón de Nueva Caledonia, cada vez más solicitado principalmente por los mercados asiáticos, pero también por los europeos.

#### Durante el «boom del níquel» de los años 2000
Las exportaciones alcanzaron su nivel más alto, en el centro del aumento de los precios del níquel y, más en general, de las materias primas entre 2004 y 2008, en 2007, con 183.698 millones de francos CFP (1.539 millones de euros), de los cuales 177.116 millones (96,4% del total) correspondieron a productos mineros (107.995 millones de euros en el caso del ferroníquel, 44.004 millones de euros en el caso del mineral de níquel, 25.117 millones de euros en el caso de la mata) y 2,266.000 millones para los productos del mar (una disminución significativa de unos 450 millones en comparación con 2006, principalmente el camarón, que en 2007 aportó 1.527.000 millones de francos CFP, de los cuales solamente 229.000 millones corresponden a las exportaciones de pescado, de los cuales 202 millones a las de atún, mientras que las exportaciones holoturias, muy solicitadas en los mercados asiáticos, casi se duplicaron en un año, hasta llegar a los 414.000 millones de francos CFP). Luego están, de manera mucho menos rentable, los calentadores de agua (512 millones en 2004, 509 millones en 2005), los aceites esenciales (incluido el aceite de sándalo o de niaouli, 59 millones de francos CFP en 2005) y la carne de ciervo (50 millones de francos CFP en 2005), productos vegetales (también 50 millones, de los cuales 43 millones de francos del Pacífico por la exportación de calabazas en 2005), pieles de animales crudas (16 millones de francos del Pacífico en 2005), chocolate (13 millones de francos CFP en 2005) y frutas tropicales (13 millones también en 2005).
Los principales socios exportadores en 2007 fueron:·
- Japón : 21,68 %
- Unión Europea  (excepto Francia metropolitana) : 18,34 % de los cuales:
- España : 7,67 %
- Bélgica : 6,17 %
- Italia : 4,16 %
- Países Bajos : 0,29 %
- Francia Metropolitana: 14,07 %
- República de China Taiwán : 11,74 %
- China China : 10,91 %
- Australia: 4,64 %
- Sudáfrica : 4,15 %
- Estados Unidos : 2,32 %
- Wallis y Futuna : 0,32 %
- Corea del Sur : 0,29 %

#### Durante la crisis mundial
La crisis mundial o  Gran Recesión que comenzó en 2008 provocó una fuerte caída de las materias primas y, por lo tanto, del níquel. Esto se refleja en las cifras de exportación de Nueva Caledonia, que descendieron a 104.853 millones de francos CFP en 2008 (878.668 millones de euros) y 84.503 millones de francos CFP en 2009 (708.135 millones de euros), volviendo a su nivel de 2003 (justo antes del "boom" de 2004-2007). Los ingresos procedentes de la venta de productos mineros se han reducido casi a la mitad con respecto a 2007, ascendiendo en 2009 a 14.711 millones de francos CFP para el mineral de níquel (frente a 38.174 millones en 2007 y 16.923 millones en 2008), 44.870 millones para el ferro-níquel (frente a 107.995 millones en 2007 y 64.479 millones en 2008) y 17.301 millones para las matas (frente a 25.117 millones en 2007 y 16.816 millones en 2008). En promedio, el mineral de Nueva Caledonia se vendió en 2009 a 4.185 francos CFP (35,07 €) por tonelada, en comparación con 9.448 francos CFP (79,18 €) en 2007. Además, hubo una disminución en las ventas de camarón (ya visible en 2007), con 1.295 toneladas exportadas en 2008 y 1.079 toneladas en 2009. Por otro lado, las exportaciones de atún y pepino de mar están aumentando.
La distribución entre los principales socios exportadores de Nueva Caledonia también se ve perturbada por las conjeturas internacionales. Japón, que ha sido duramente golpeado por la crisis, importó casi cuatro veces menos productos de Nueva Caledonia en 2009 que en 2007 y pasó de ser el mayor comprador del archipiélago al tercer lugar en el ranking. Por otra parte, el crecimiento muy sostenido de China a lo largo de esos años, y en particular su desarrollo industrial, la convirtió en el país de una mayor demanda de productos mineros de níquel y, después de un año lento en 2008 y una cifra de 2009 la mitad de alta que en 2007, es ahora el segundo mayor cliente de Nueva Caledonia, después de Francia metropolitana, que vio sus importaciones desde el archipiélago bajar muy poco. Los otros países clientes de la Unión Europea —los principales de los cuales, antes de 2008 experimentaron una recesión muy profunda como resultado de la crisis, como España por ejemplo— compran mucho menos a Nueva Caledonia. El desglose en 2009 es el siguiente:
- Francia Metropolitana: 24,6 %
- China China:13,28 %
- Japón: 12,99 %
- Unión Europea  (excepto Francia metropolitana): 11,48 %
- República de China Taiwán: 10,42 %
- Corea del Sur: 9,7 %
- Australia: 7,17 %
- Estados Unidos: 2,62 %

### Importaciones
Nueva Caledonia depende en gran medida de las importaciones para todo lo que es alimentación, bienes de consumo, incluidos los electrodomésticos, equipos de alta fidelidad, televisores, o el transporte como automóviles.
Las importaciones en 2007 ascendieron a 244.096 millones de francos CFP (unos 2.045 millones de euros). La maquinaria, el equipo y los equipos electrónicos son los más caros del Territorio (casi 48.000 millones de francos CFP), seguidos, de manera bastante paradójica para un importante productor minero, por los productos minerales (35.750 millones de francos CFP, principalmente materiales utilizados para aleaciones con níquel) y el equipo de transporte (35.502 millones de euros, principalmente automóviles privados con más de 9.000 vehículos importados en 2005 y 13.439 matriculaciones de vehículos nuevos en 2007). A continuación, los productos alimenticios (26.500 millones de francos CFP, muchas frutas y hortalizas de clima templado procedentes de Europa, pero también de Australia y Nueva Zelanda, alimentos congelados, conservas, etc.), los metales y productos metálicos (15.381 millones de francos CFP), los productos químicos (14.972 millones de francos CFP), los plásticos y el caucho (7.788 millones de francos CFP), los textiles (5.555 millones de francos CFP), los artículos de papelería (4.497 millones de francos CFP) y la madera (2.011 millones de francos CFP).
Los principales socios importadores en 2007: 68.66:
- Francia Metropolitana: 26,63 %
- Unión Europea  (excepto Francia metropolitana):16,28 %,entre los cuales:
  -  Alemania: 4,97 %
  -  Italia: 2,74 %
  -  Bélgica: 2,26 %
  -  Reino Unido: 1,61 %
  -  España: 1,48 %
  -  Países Bajos: 0,49 %
- Singapur: 13,61 %
- Australia: 10,74 %
- República de China China: 5,5 %
- Filipinas: 4,55 %
- Nueva Zelanda: 3,98 %
- Corea del Sur: 3,43 %
- Estados Unidos: 3,23 %
- Japón: 2,97 %
- Tailandia: 1,89 %
- Indonesia: 0,63 %
- República de China Taiwán: 0,52 %

## Riqueza y pobreza
Nueva Caledonia es rica (nivel de vida, índice de desarrollo humano, empleo dinámico) y desigual.
La pobreza es prevalente, está marcada geográficamente y es de origen étnico. La tasa de pobreza —en el umbral del 50% de los ingresos medios— es del 9% en la Provincia Sur, del 35% en la Provincia Norte y del 52% en las Islas de la Lealtad.
El enfoque estrictamente monetario «revela sus límites en Nueva Caledonia, en particular al no integrar los recursos no monetarios, que son cruciales tanto para asumir la existencia como para ser un factor de cohesión social (autoconsumo, donaciones, comercio). Los no monetarios representarían alrededor del 30% de los recursos totales de los grupos tribales domésticos. En total, lo no monetario es el 8% de los recursos de Caledonia, o 28.000 millones de francos CFP». (rjpenc/22/2013ː72) «En las tierras melanesias, tradicionalmente, los pobres son una parte integral del grupo y como tal se benefician de la solidaridad entre clanes y tribus.»(rjpenc/22/2013ː74)
Según Les synthèses de CEROM (Comptes Économiques Rapides de l'Outre-Mer, octubre de 2012), en general, los precios son un 234 % más altos en Nueva Caledonia que en la Francia continental, mientras que los precios de los alimentos son un 89% más altos.